# هنري سايمور
هنري سايمور (بالإنجليزية: Henry Seymour)‏ هو سياسي أمريكي، ولد في 30 مايو 1780 بليتشفيلد في الولايات المتحدة، وتوفي في 26 أغسطس 1837. انتخب عضو جمعية ولاية نيويورك وانتخب عضو مجلس ولاية نيويورك.